# طوطی‌نوک مائوئی
طوطی‌نوک مائوئی یا کیوی‌کیو (نام علمی: Pseudonestor xanthophrys) گونه‌ای از عسل‌کش هاوایی است که بومی جزیره مائویی در هاوایی است. این پرنده فقط در ۵۰ کیلومتر مربع (۱۹ مایل مربع) یافت می‌شود. از جنگل‌های نمناک و مرطوب در ۱٬۲۰۰–۲٬۱۵۰ متر (۳٬۹۴۰–۷٬۰۵۰ فوت) در دامنه‌های بادگیر هالئآکالا. این گونه به شدت در معرض خطر انقراض است و جمعیت آن در سال ۲۰۱۶، ۲۵۰ تا ۵۴۰ عدد برآورد شده است، اما برآوردهای اخیر کمتر از ۱۵۰ عدد است. شواهد فسیلی نشان می‌دهد که این پرنده زمانی در جنگل‌های خشک در ارتفاعات ۲۰۰–۳۰۰ متر (۶۶۰–۹۸۰ فوت) و همچنین در جزیره ملوکا دیده می‌شده است.